# 奧維塞爾鎮區 (密歇根州)
奧維塞爾鎮區（英語：Overisel Township）是位於美國密歇根州阿勒根縣的一個行政鎮區。

## 地方資料
奧維塞爾鎮區的面積為92.50平方千米，當中陸地面積為92.30平方千米，而水域面積為0.20平方千米。根據2010年美國人口普查的數據，當地共有人口3113人，而人口密度為每平方千米33.65人。